# Boujan-sur-Libron
Boujan-sur-Libron är en kommun i departementet Hérault i regionen Occitanien i södra Frankrike. Kommunen ligger i kantonen Béziers 2e Canton som tillhör arrondissementet Béziers. År 2022 hade Boujan-sur-Libron 3 536 invånare.

## Befolkningsutveckling
Antalet invånare i kommunen Boujan-sur-Libron
Referens:INSEE